# ヘンリー・ペラム (第3代チチェスター伯爵)
第3代チチェスター伯爵ヘンリー・トマス・ペラム（英語: Henry Thomas Pelham, 3rd Earl of Chichester, DL 1804年8月25日 - 1886年3月15日）は、イギリスの貴族。父の死に伴い伯爵位を継承する1826年まではペラム卿（Lord Pelham）と称した。

## 略歴
ロンドンのピカデリーに生まれる。父は貴族院議員の第3代スタンマーのペラム男爵トマス・ペラム（1805年に爵位を継承）、母はメアリー・ヘンリエッタ・ジュリアナ（外務大臣を務めた第5代リーズ公爵フランシス・オズボーンの長女）。ウェストミンスター校からケンブリッジ大学トリニティ・カレッジに進学。
1824年に第6（イニスキリング）竜騎兵連隊に入隊、騎兵少尉（Cornet）に任官される。同年10月24日、王立近衛騎馬連隊に異動。1827年4月28日に中尉、1828年4月3日に大尉（無所属）、1841年少佐に進級し、1844年に退役した。
1886年、81歳でサセックス・スタンマー・パークにて死去。

## その他
1827年にサセックス副統監、1860年からは正統監となった。1841年から45年の長きにわたって英国国教会財産管理委員を務める傍ら、1849年には王立イングランド農業協会理事長となった。他にはスタンマー教会の建て替えも行っている。

## 家族
1828年8月18日、第6代カーディガン伯爵ロバート・ブルードネルの令嬢、メアリー嬢と結婚。以下7人の子供をもうけた。
- ハリエット・メアリー嬢（1829年 - 1905年）- 第6代ダーンリー伯爵ジョン・ブライと結婚
- スーザン・エマ嬢（1831年 - 1875年）- 庶民院議員（保守党）、大地主であるアベル・スミス（英語版）と結婚。
- イサベラ・シャーロット嬢（1836年 - 1916年）- 庶民院議員（自由党）サミュエル・ホイットブレッド（英語版）と結婚。
- ウォルター・ジョン（1838年 - 1902年）- 第4代チチェスター伯爵、庶民院議員（自由党）
- フランシス・ゴドルフィン閣下（1844年 - 1905年）- 第5代チチェスター伯爵、聖職者
- トマス・ヘンリー・ウィリアム閣下（1847年 - 1916年）
- アーサー・ラウザー閣下（1850年 - 1929年）